# Aldo Romano (batterista)
Aldo Romano (Belluno, 16 gennaio 1941) è un batterista e cantante italiano di jazz e rock.

## Biografia
Nato a Belluno nel 1941, si trasferisce sin da piccolo in Francia, e a dieci anni suona già chitarra e batteria a Parigi, eseguendo anche piccoli concerti locali. Ma la sua carriera vera e propria da batterista comincia a delinearsi quando inizia a collaborare con musicisti del calibro di Don Cherry, nel 1963. Ha registrato vari album con Steve Lacy, Dexter Gordon ed altri ancora. Verso gli anni settanta inizia a sperimentare il rock, e più precisamente generi derivati come il jazz fusion e nel 1978 incide il suo primo album. In numerosissimi album registrati a cavallo degli anni ottanta sia come band leader che come direttore, Romano riprende nuovamente il jazz. Vive tuttora in Francia. Il suo amore per l'Italia, terra natia, lo spinge a creare un quartetto jazz che coinvolge alcuni tra i maggiori esponenti del jazz italiano, formato da Paolo Fresu (musicista), Franco D'Andrea, Furio Di Castri. Ha anche registrato con il celebre pianista jazz Michel Petrucciani. Nel 2004 vince il Jazzpar Prize.

## Discografia

### come direttore
- Il Piacere, 1979
- Alma Latina, 1983
- Ritual, 1988
- Ten Tales, 1989
- To Be Ornette To Be Ornette, 1989
- Dreams & waters, 1991
- Canzoni, 1992
- Non dimenticar, 1993
- Prosodie, 1995
- Corners, 1998
- Carnet de Routes, 2000 (con Louis Sclavis e Henri Texier), Label Bleu
- Intervista, 2001
- Palatino, 2001
- Threesome, 2004 (con Danilo Rea e Remi Vignolo)
- Chante, 2006 (con Carla Bruni)
- Flower Power, 2007
- Etat de fait, 2007
- Just Jazz, 2008 (con Henri Texier, Geraldine Laurent e Mauro Negri), Dreyfus Music - BMG
- Because of Bechet, 2009
- Reborn, 2020

### Come sideman
Con Don Cherry
- Togetherness (Cicala, 1965)

Con Gordon Beck
- Sunbird (JMS-Cream, 1979)

Con Michel Grailler
- Dream Drops (OWL, 1982)

Con Rolf Kühn e Joachim Kühn
- Impressions of New York (Impulse!, 1967)

Con Steve Lacy
- Jazz Realities (Fontana, 1966), con Carla Bley e Michael Mantler
- Disposability (RCA [Italy], 1966)
- Sortie (GTA, 1966)
- Epistophy (BYG, 1969)

Con Michel Petrucciani
- Flash (EPM), 1980
- Michel Petrucciani Trio (OWL), 1981
- Estate (IRD, 1982)
- Playground (Blue Note, 1991)

Con Enrico Rava
- Enrico Rava Quartet (ECM, 1978)

Con Steve Kuhn e Miroslav Vitous
- Oceans In The Sky (Owl Records, 1990)

Con Louis Sclavis, Henri Texier e Guy Le Querrec
- Carnet de routes (Label Bleu, 1995)
- Suite africaine (Label Bleu, 1999)
- African Flashback (Label Bleu, 2005)

Con Giorgio Azzolini
- Crucial Moment (Car Dischi JB, 1968)